# Ibitiúra de Minas
Ibitiúra de Minas é um município brasileiro do estado de Minas Gerais. Sua população em 2010, segundo o censo realizado pelo IBGE é de 3.406 habitantes.

## História
Uma das poucas cidades com o começo tão bem registrado, há documentos de até 100 anos antes da povoação do município. É uma pequena e pacata cidade que repousa entre as montanhas do Sul de Minas Gerais.
No princípio, era Planalto da Pedra Branca onde os caiapós ocuparam até meados do século XVIII.
As matas que rodeavam o Jaguari-Mirim, rio que nasce na cidade e desagua no Rio Moji-Guaçu, eram proibidas e o território do município não podia ser povoado para que fosse dificultado o contrabando de ouro nesta região. Todo o vale do Jaguari-Mirim, abrangia as cidades de Ibitiúra de Minas, passando por Andradas até chegar a São João da Boa Vista/SP, um território quase impossível de se transpor.
O município foi criado a 30 de dezembro de 1962, pela lei n. 2.704, tendo seu território sido desmembrado do município de Caldas e sua instalação solene a 1 de março de 1963.

### Fundadores
O primeiro a povoar o Planalto foi, em 1759, Veríssimo João de Carvalho, o fundador, da cidade de Cabo Verde, se assentou na região de Santa Rita de Caldas.
Em 1776 Antônio Gomes da Freitas, fundador de Caldas, começou a avançar em direção ao Jaguari-Mirim.
Em 1785 o português de Braga Alferes Manuel Antônio Marques veio da Conceição do Rio Verde, se apossou de terras na Serra da Bocaina. Estes personagens são os primeiros desbravadores do futuro arraial de São Benedito.
Em 1789 o Alferes Manuel Marques, obteve licença para violar a área proibida da região do Jaguari-Mirim. Então dobrou a serra e se estendeu montanha abaixo até o Jaguari. Para desbravar as terras ele enviou um filho, escravos e José Antônio Corrêa. O Alferes com a família e empregados foram os primeiros a se instalarem na região de Ibitiura de Minas.
Em 1801 o Alferes faleceu, durante um viagem ao Rio de Janeiro, e as terras continuaram sendo desbravadas por seus filhos, genros e agregados.

Pertencia, inicialmente, à Freguesia de São Francisco de Paulo do Ouro Fino. Já em 1813 passaria a fazer parte da Freguesia de Nossa Senhora do Patrocínio do Rio Verde de Caldas, onde iria permanecer por mais de um século, até a emancipação que ocorreu em 1962.

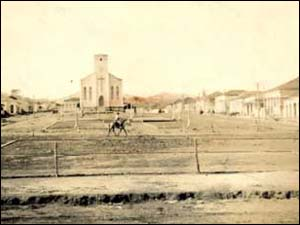
Igreja Matriz em construção

Em 1923, chegou a distrito dos mais progressistas da comarca de Caldas, com a denominação de Ibitiúra, que substituiu o antigo nome de São Benedito. O município foi criado em 1962, desmembrando-se de Caldas e passando a chamar-se Ibitiúra de Minas.

## Economia
A economia do município está alicerçada na agropecuária. A Produção Agrícola Municipal (pesquisa do IBGE, relativa a 2006, divulgada em outubro de 2007) aponta Ibitiúra de Minas como um dos maiores produtores de café beneficiado de Minas Gerais (26º em quilogramas por hectare). Há também a extração do granito café nas pedreiras nos arredores da cidade.
A fabricação de iogurtes, também explorada, uma alternativa para agregar valor ao leite, também abundante na região.
A fabricação de Lingeries está começando com grande potencial e qualidade.

### Turismo

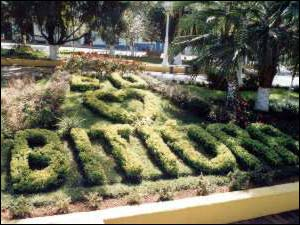
Praça Central de Ibitiúra de Minas

As montanhas favorecem a prática de esportes de aventura, como rapel e trekker a pé. Um rally com jeeps, gaiolas e motos faz parte do calendário anual de eventos.
As pousadas são refúgios para aqueles procuram por sossego, paisagens marcantes e o ar puro da região.
Festas religiosas também constituem uma atração, como a festa de São Benedito e de Nossa Senhora Aparecida, que contam com novenas, missas, procissões, barraquinhas, cavalhadas e desfile de carros de boi.